# 阿瓦德语
阿瓦德語屬印歐語系印度-伊朗語族印度-雅利安語支。主要為印度北方邦阿瓦德地區的人使用，亦有來自比哈爾邦、中央邦、德里和尼泊爾的人使用。
雖然今天它只被認為是印地語的一種方言，但在印地語標準化之前，阿瓦德語是除 Braj-Bhasha 外第二種最重要的文學方言。